# Mallnitz
Mallnitz är en ort och kommun  i Österrike. Den ligger i distriktet Spittal an der Drau i förbundslandet Kärnten, 280 km sydväst om huvudstaden Wien. 
Kommunen ligger i en sidodal, inbäddad i Goldberg- och Ankogel-massiven, som tillhör nationalparken Hohe Tauern. Den gränsar i norr till förbundslandet Salzburg. Den södra portalen för Tauerntunneln (8,4 km lång) på Tauernbanan ligger nära orten Mallnitz.
Kommunen består av fyra orter (Ortschaften) (inom parentes invånarantal 1 januari 2024):

- Dösen (21)
- Mallnitz (447)
- Rabisch (32)
- Stappitz (278)